# Donkey Konga
Bei Donkey Konga handelt es sich um eine Reihe von Musikspielen für den Nintendo GameCube. Bisher erschienen drei Teile in Japan und jeweils zwei in Europa und den USA.

## Spielprinzip

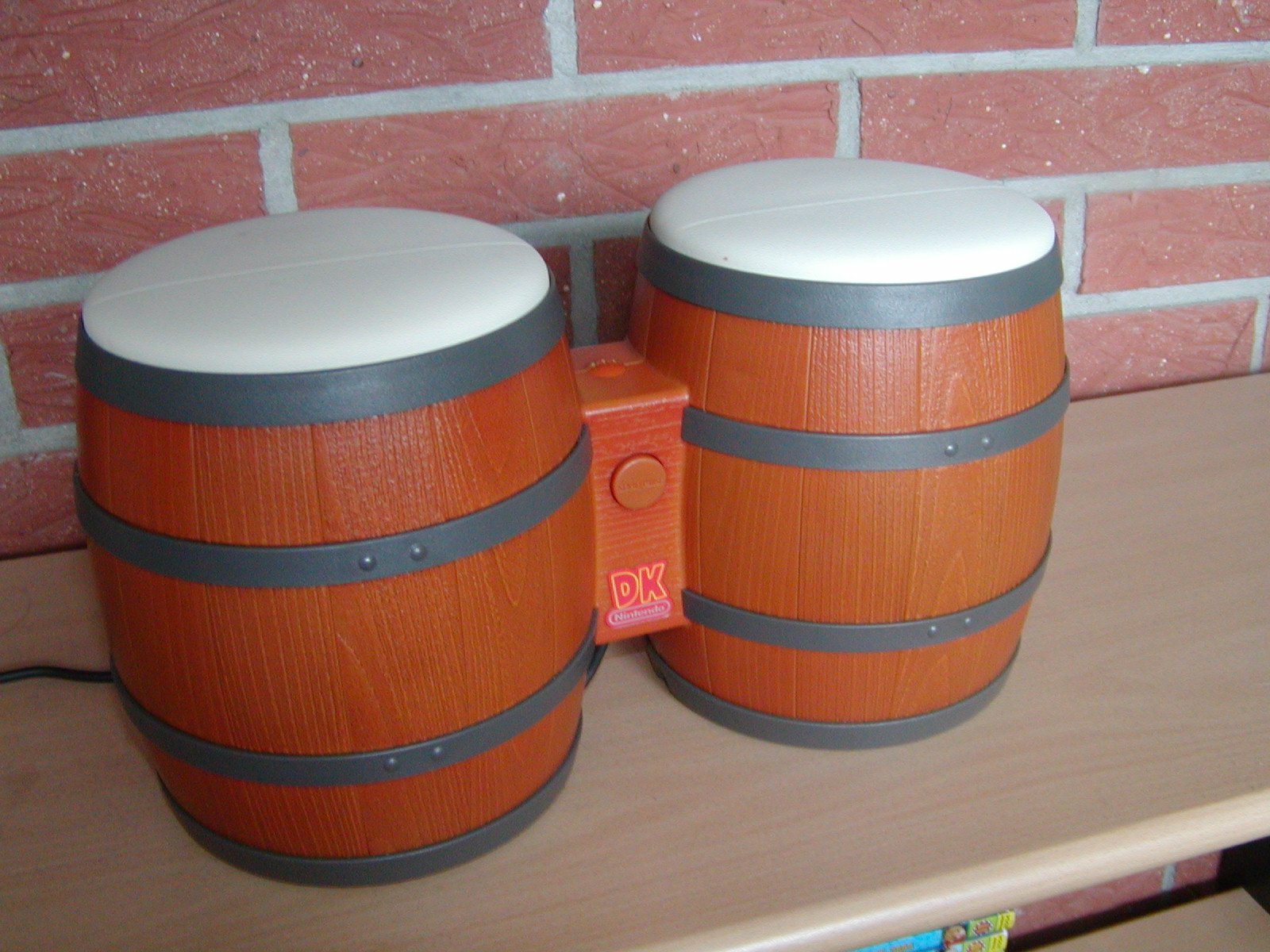
Die DK Bongos, mit denen alle Donkey-Konga-Spiele gesteuert werden können

Donkey Konga wird mit Trommeln, so genannten DK Bongos, gespielt, von denen eine dem Spiel beiliegt, die aber auch einzeln erworben werden können.
Der Spieler sucht aus mehreren – ca. 30 in Donkey Konga und Donkey Konga 2 und ca. 55 in Donkey Konga 3 – verschiedenen Musikstücken, darunter auch Lieder, ein Stück aus. Daraufhin wird das Stück abgespielt und verschiedenfarbige Symbole werden auf dem Bildschirm angezeigt. Je nach den gezeigten Symbolen muss der Spieler eine von vier verschiedenen Aktionen ausführen:
| Gelb: | auf die linke Trommel schlagen           |
| Rot:  | auf die rechte Trommel schlagen          |
| Pink: | auf beide Trommeln gleichzeitig schlagen |
| Blau: | in die Hände klatschen                   |

Am Ende des Stücks bewertet das Programm das Trommelspiel und belohnt den Spieler mit virtuellen Münzen. Mit den Münzen können weitere Spieloptionen wie beispielsweise ein höherer Schwierigkeitsgrad freigeschaltet werden.

## Chronologie
| Titel          | Veröffentlichung | Veröffentlichung | Veröffentlichung |
| Titel          | Japan            | USA              | Europa           |
| -------------- | ---------------- | ---------------- | ---------------- |
| Donkey Konga   | Dezember 2003    | September 2004   | Oktober 2004     |
| Donkey Konga 2 | Juli 2004        | Mai 2005         | Juni 2005        |
| Donkey Konga 3 | März 2005        | Keine            | Keine            |

## Stücklisten
Jede Region hat ihre eigene Auswahl an Stücken, da die japanischen Stücke für den US-amerikanischen Markt als nicht geeignet angesehen werden. Die US-amerikanische Stückliste wurde für den europäischen Markt noch einmal leicht angepasst.

## Donkey Kong Jungle Beat
Donkey Kong Jungle Beat ist ein Spiel, das ebenfalls mit den Bongo-Trommeln gesteuert wird. Das Spiel ähnelt einem Jump ’n’ Run, wie beispielsweise Super Mario. In diesem Spiel geht es darum, mit Donkey Kong möglichst viele Bananen einzusammeln. Ist das geschafft, warten Endgegner wie ein riesiger Elefant oder ein wildgewordener Vogel auf den Spieler.